# ARM Cuauhtémoc (BE 01)
ARM Cuauhtémoc (BE 01) je třístěžňový bark postavený loděnicí Astilleros Celaya v Bilbau jako školní plavidlo pro Mexické námořnictvo. Ve službě je od roku 1982. Nese jméno posledního nezávislého aztéckého vládce Cuauhtémoca.

## Stavba

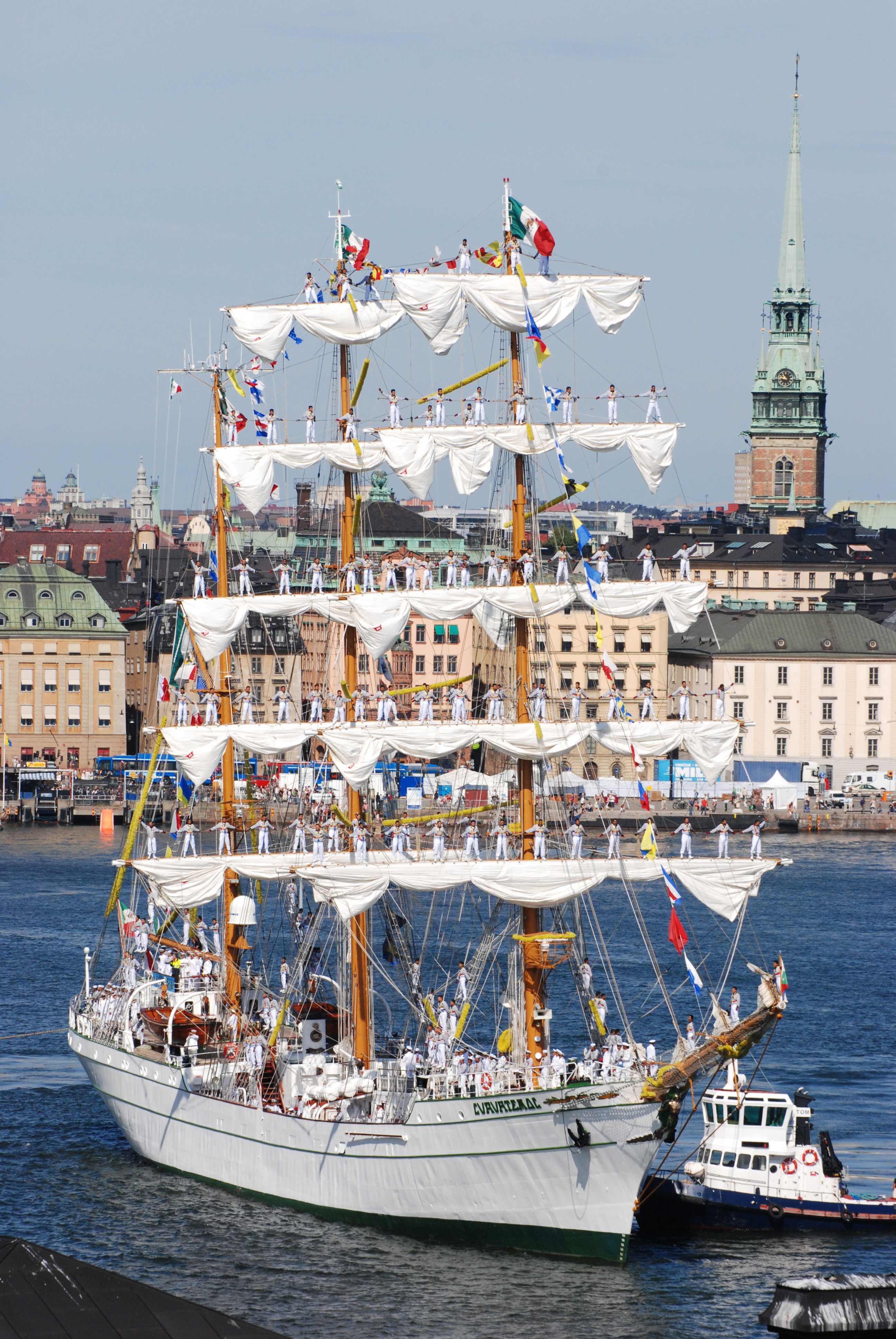
Cuauhtémoc ve Stockholmu

Plavidlo postavila španělská loděnice Astilleros Celaya v Bilbau. Na vodu byla spuštěna roku 1982. Ve stejném roce byla dokončena.
Stejná loděnice ve stejné době postavila další tři cvičné barky pro jihoamerická námořnictva: ARC Gloria pro Kolumbijské námořnictvo, Guayas (BE-21) pro Ekvádorské námořnictvo a Simón Bolívar (BE-11) pro Venezuelské námořnictvo.

## Konstrukce
Posádku tvoří 153 osob a 84 kadetů. Plavidlo je třístěžňový bark s plochou plachet 2368 m2. Je vybaven pomocným dieselem o výkonu 1125 hp, který mu může udělit rychlost deset uzlů.

## Srážka s Brooklynským mostem
V roce 1995 Cuauhtémoc prošel rozsáhlou rekonstrukcí, včetně takeláže.
Dne 6. dubna 2025 cvičná loď Cuauhtémoc vyplula na plánovanou 254denní cestu, při které měla navštívit 22 přístavů v patnácti státech. První zastávkou byl New York, odkud měla pokračovat na červencovou přehlídku v Aberdeenu ve Skotsku. V sobotu 17. května 2025 měla Cuauhtémoc v New Yorku problém s pohonem a srazila se s Brooklynským mostem. Plavidlo se pod most nevešlo (hlavní stožár měl výšku 48,2 m, přičemž mostovka se nachází ve výšce 41,1 m) a při srážce přišlo o všechy tři stěžně. Na palubě se nacházelo 277 osob. V oplachtění se nacházelo mnoho členů posádky v rámci slavností parády. Mnozí spadli z velké výšky. Při nehodě zemřely dvě osoby – dvacetiletá kadetka América Sánchez a třiadvacetiletý kadet Adal Jair Maldonado Marcos – a dalších 22 bylo zraněno, z toho tři těžce.

## Galerie

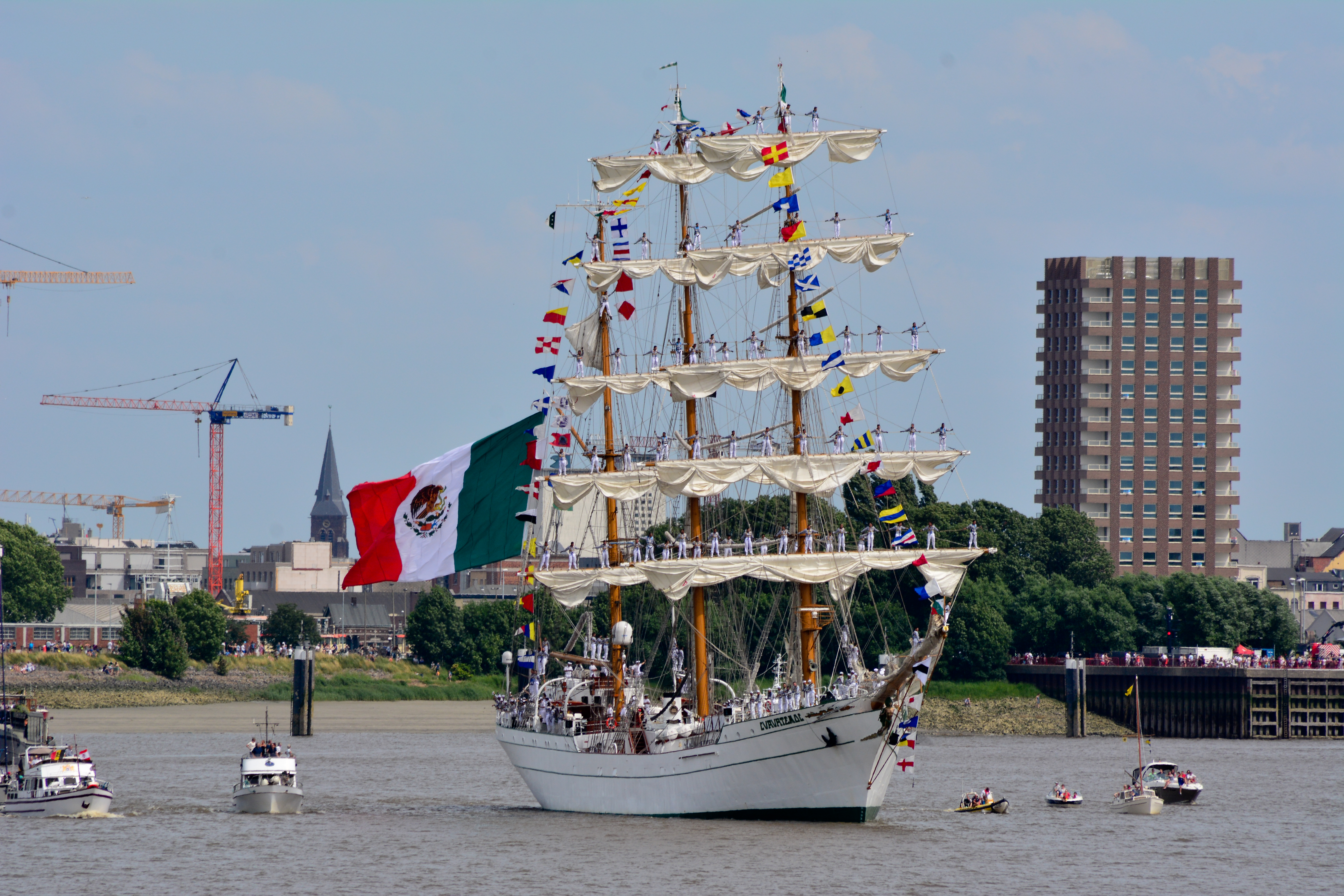
Cuauhtémoc v Antverpách v roce 2016
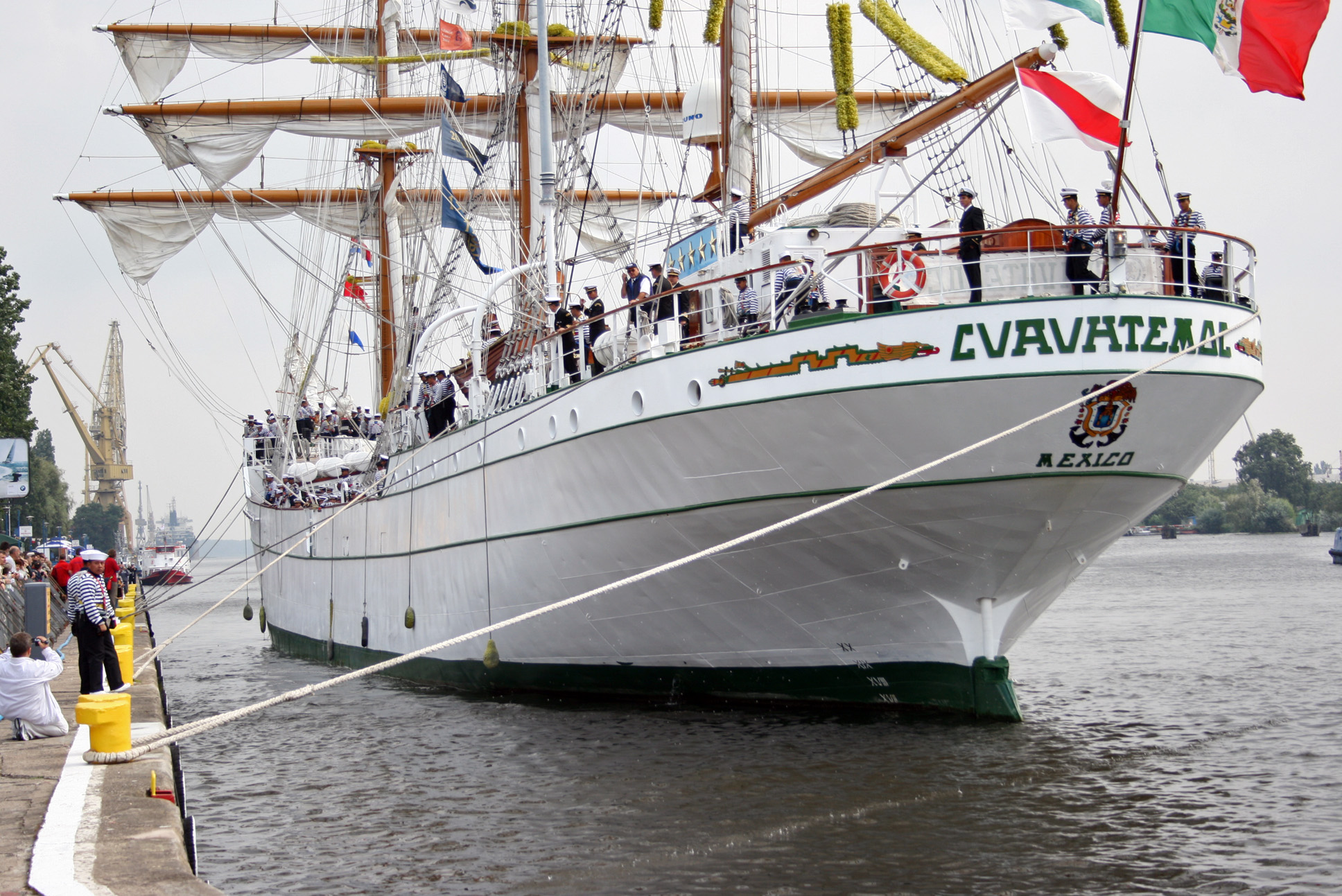
Detail zádě
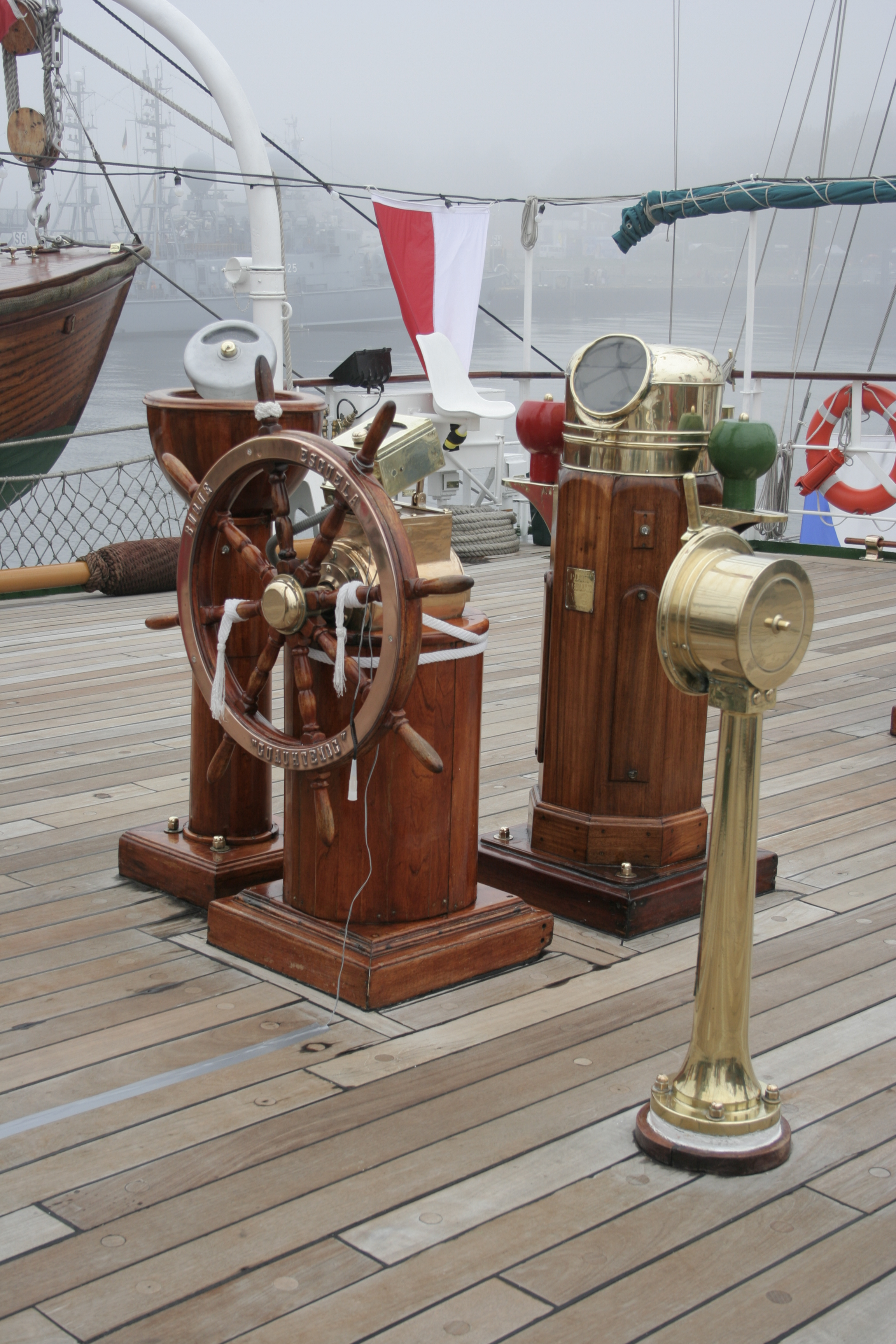
Kormidlo
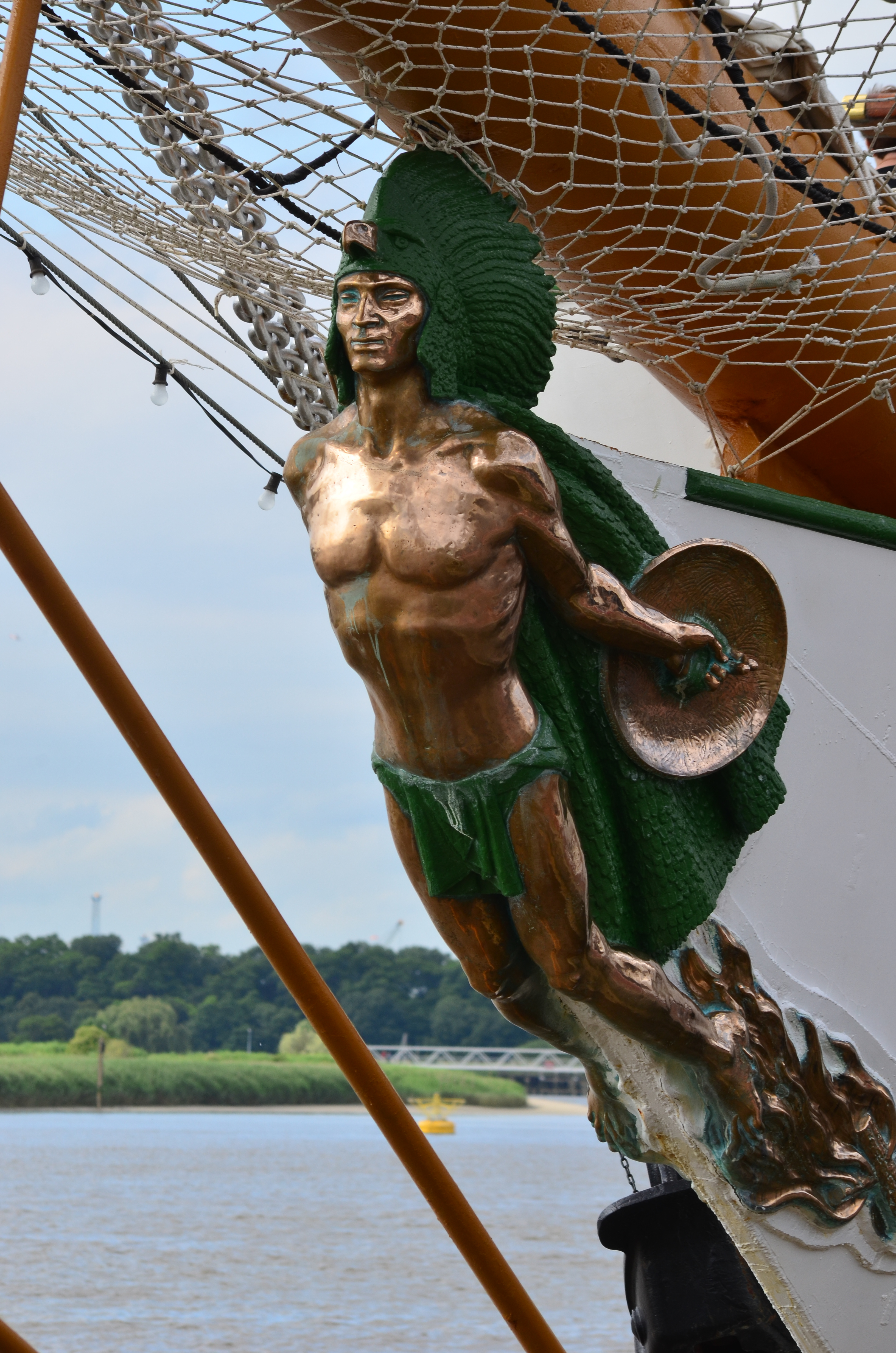
Galionová figura plavidla Cuauhtémoc
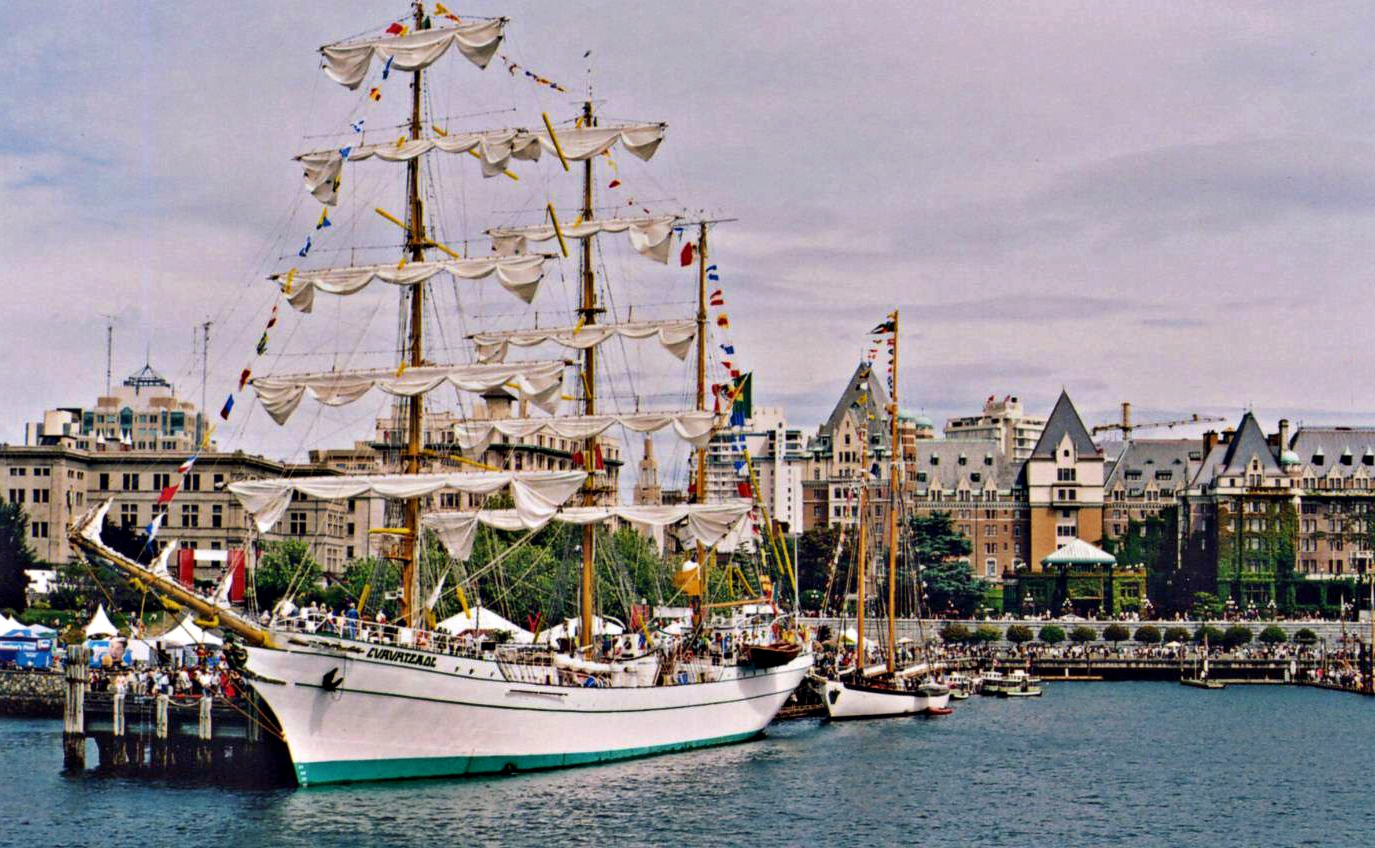
Cuauhtémoc